# Jacob Bergsland
Jacob Bergsland (ur. 13 sierpnia 1890 w Oslo, zm. 7 września 1974 tamże) – norweski szermierz.
Reprezentant kraju na igrzyskach olimpijskich w 1928. Występował w turnieju indywidualnym florecistów oraz drużynowych turniejach florecistów i szpadzistów. Brat innego norweskiego szermierza Hansa.